# Ричард де Клер, 3-й граф Хартфорд
Ричард де Клер (англ. Richard de Clare; ок. 1153 — 28 ноября 1217) — англонормандский аристократ из старшей линии дома Клеров, 3/4-й граф Хартфорд и 6-й барон Клер с 1173 года, сын Роджера де Клера, 2-го графа Хартфорда, и Мод де Сент-Хилар. В некоторых источниках упоминается как граф де Клер.

## Происхождение
Ричард происходил из англо-нормандского рода Клеров, происходившего от Жоффруа де Брионна, незаконнорожденного сына герцога Нормандии Ричарда I Бесстрашного. Внук Жоффруа, Ричард Фиц-Гилберт, активно участвовал в нормандском завоевании Англии, получив там обширные земельные владения в восьми южноанглийских графствах от Эссекса до Девона. По данным «Книги страшного суда» в 1086 году Ричарду Фиц-Гилберту принадлежало 176 маноров, главным образом в Суффолке, Суррее, Эссексе и Кенте. Центрами владений Ричарда стали построенные ими замки: Тонбридж в Кенте и Клер в Суффолке. По названию первого замка в современных источниках он стал именоваться Ричардом из Тонбриджа, а название второго вскоре превратилось в родовое имя потомков Ричарда Фиц-Гилберта — дома де Клер.
Перед своей смертью Ричард разделил свои владения между сыновьями: старшему Роджеру (ум. ок. 1131) достались земли в Нормандии, тогда как второй сын Гилберт (ум. ок. 1114) получил земли и замки в Англии, став основателем английского рода де Клер. Он расширил свои владения за счёт завоёванных в Уэльсе земель, ставших основой для роста могущества рода. Его старший сын, Ричард по некоторым сведениям получил титул графа Хартфорда, однако достоверно первым представителем рода, который носил данный титул, был Роджер де Клер, младший брат бездетного Ричарда. Он был женат на Мод (Матильда) де Сент-Илар. Ричард был старшим из сыновей, родившимся в этом браке.

## Биография
После смерти отца в 1173 году Ричард унаследовал богатые владения в Валлийской марке, а также титулы графа Хартфорда и феодального барона Клер и Тонбридж.
Около 1180 года Ричард женился на Амиции, второй дочери Уильяма Фиц-Роберта, 2-го графа Глостера. От этого брака, который в будущем обеспечил наследникам Ричарда титул графов Глостер, родилось трое детей, однако позже папа римский заставил Ричарда развестись с женой из-за близкого кровного родства. Позже за Амицией был признан титул графини Глостер.
Ричард присутствовал на коронации королей Ричарда I (1189 год) и Иоанна Безземельного (1199 год).
Во время баронского мятежа против короля Иоанна Безземельного Ричард присоединился к восставшим. В итоге принадлежавший Ричарду замок Тонбридж был взят королевской армии. Позже Ричард вместе с сыном был одним из 25 уполномоченных, выбранных 9 ноября 2015 года для проведения в жизнь положений Великой хартии вольностей.
Ричард умер в 1217 году, ему наследовал единственный сын Гилберт.

## Брак и дети
Жена: с ок. 1180 (развод до 1200) Амиция Глостерская (ум. 1 января 1225), графиня Глостер после 1213, дочь Уильяма Фиц-Роберта, 2-го графа Глостера, и Хафизы де Бомон. Дети:
- Гилберт де Клер (ок. 1180 — 25 октября 1230), 4/5-й граф Хартфорд и 7-й лорд Клер с 1217, 1-й граф Глостер с 1218
- Ричард де Клер (ум. 4 мая 1228)
- Матильда (Джоан) де Клер (ок. 1185/1190 — ?); 1-й муж: Уильям де Браос (ум. 1210); 2-й муж: с 1219 Рис ап Рис Григ (ум. 1234), король Дехейбарта